# اسنداین
اسنداین (به انگلیسی: Essendine) یک روستا و محله مدنی در بریتانیا است که در راتلند واقع شده‌است. اسنداین ۳۶۸ نفر جمعیت دارد.